# Jean-Emmanuel Cassin
Pour les articles homonymes, voir Cassin.
Pas d'image ? Cliquez ici

a Compétitions nationales et continentales officielles uniquement.

b Matchs officiels uniquement.
Dernière mise à jour le 12 mai 2020.
Jean-Emmanuel Cassin, né le 29 février 1980 à Toulouse, est un joueur français de rugby à XIII et de rugby à XV. Il évolue au poste de trois-quarts centre au sein de l'effectif de l'Union sportive bressane Pays de l'Ain. Son père est le « treiziste » Michel Cassin.
Ancien international treiziste (9 sélections), champion de France en 2000 avec le Toulouse olympique XIII, il se « convertit »  au rugby à  XV en 2001.
Cassin a de très bons appuis au sol qui le rendent difficile à plaquer et lui permettent de déstabiliser les défenses adverses.

## Biographie
En 2001, le rugby à XV français dans l'ensemble décide d'acquérir les jeunes treizistes présents en équipe de France, ainsi Jean-Emmanuel Cassin signe à Biarritz, Yacine Dekkiche pour la Rochelle, Gaël Tallec pour Toulon et le capitaine Frédéric Banquet à Castres.

### Participation à la Coupe du monde 2000
Composition de l'équipe de France :

## Carrière à XIII

### En club
- Toulouse Jules-Julien XIII : 1986 à 1997
- Toulouse olympique XIII[1]

#### Palmarès
- Champion de France en 2000 avec Toulouse olympique

### En équipe nationale
- 10 sélections avec le XIII de France[1]

## Carrière à XV

### En club
- 2001-2003 : Biarritz olympique  France[1]
- 2003-2004 : US Colomiers  France[1]
- 2004-2006 : Section paloise  France
- 2006-2010 : Montauban TGXV  France[1]
- 2010-2013 : US Oyonnax  France
- 2013-2015 : Union sportive bressane  France

### En équipe nationale
- International universitaire
- International A

### Palmarès
- Champion de France de Top 16 : 2002
- Champion de France de Pro D2 : 2013
- Finaliste du Challenge européen : 2005
- Grand Chelem du Tournoi des Six nations universitaire : 2004

### Entraîneur
- Intervenant Espoirs US Oyonnax 2014-2015
- Responsable Crabos US Oyonnax entre 2015 et 2017[3]
- Analyste vidéo US Oyonnax en 2017-2018[4]
- Entraîneur des arrières de l'équipe Espoir du Biarritz olympique depuis 2018[5]